# 사립학교교원연금
사립학교교원연금(私立學校敎員年金)은 사립학교교원 및 사무직원의 퇴직·사망 및 직무상의 질병·부상·폐질에 대한 적절한 급여제도를 확립함으로써 교직원 및 그 유족의 경제적 생활안정과 복리향상에 기여함을 목적으로 하고 있다. 사립학교교원연금 관리공단에서는 부담금을 징수하고, 제급여의 결정과 지급을 담당하며, 자산을 운용하고, 교직원복지사업을 수행하며, 기타 연금에 관한 업무를 관장한다. 급여로는 교직원의 직무로 인한 질병·부상 및 재해에 대하여 단기급여를 지급하고, 교직원의 퇴직·폐질 및 사망에 대하여는 장기급여를 지급한다. 적용범위는 다음과 같이 규정된 학교기관에 근무하는 교직원이다. 첫째는 사립학교법 제3조에 규정된 사립학교 및 이를 설치·운영하는 학교경영기관이며, 둘째는 교육법 제81조의 특수학교 중·사립학교 및 이를 설치·운영하는 학교경영기관, 셋째는 위의 사항에 해당되지 않는 사립학교 및 학교교육기관 중 특히 문교부장관이 지정하는 사립학교와 이를 설치·운영하는 학교경영기관이다. 이 연금의 재정조달은 개인부담금·국가부담금·법인부담금 및 재해보상금과 그 운용수익으로 충당된다. 개인부담금은 교직원이 그가 임명된 날에 속하는 달부터 퇴직 또는 사망한 날이 속하는 달까지 보수월액의 1000분의 55를 부담한다. 그런데 개인부담금 납부기간이 33년을 초과한 자는 개인부담금을 납부하지 않는다.